# Wil je niet nog 1 nacht
Wil je niet nog 1 nacht is een duet van de Nederlandse zangeres Glennis Grace en radio-dj Edwin Evers. Het nummer kwam uit op 19 december 2011 en verscheen later op het album This Is My Voice van Glennis Grace. Het nummer behaalde de top 5 in zowel de Nederlandse Top 40 als de Nederlandse Single Top 100, maar heeft geen notering gehad in een Vlaamse hitlijst.
Het nummer werd eind december 2011 uitgeroepen tot Alarmschijf bij Radio 538. In Nederland behaalde het de gouden status.

## Origineel
Het nummer is een vertaling van Don't You Wanna Stay, een duet van de Amerikaanse zangers Jason Aldean en Kelly Clarkson. Dit duet verscheen op 29 november 2010 en heeft de Nederlandse en Vlaamse hitlijsten niet bereikt.

## Hitlijsten

### Nederlandse Top 40
| Hitnotering: 31-12-2011 t/m 03-03-2012 | Hitnotering: 31-12-2011 t/m 03-03-2012 | Hitnotering: 31-12-2011 t/m 03-03-2012 | Hitnotering: 31-12-2011 t/m 03-03-2012 | Hitnotering: 31-12-2011 t/m 03-03-2012 | Hitnotering: 31-12-2011 t/m 03-03-2012 | Hitnotering: 31-12-2011 t/m 03-03-2012 | Hitnotering: 31-12-2011 t/m 03-03-2012 | Hitnotering: 31-12-2011 t/m 03-03-2012 | Hitnotering: 31-12-2011 t/m 03-03-2012 | Hitnotering: 31-12-2011 t/m 03-03-2012 | Hitnotering: 31-12-2011 t/m 03-03-2012 |
| Week:                                  | 1                                      | 2                                      | 3                                      | 4                                      | 5                                      | 6                                      | 7                                      | 8                                      | 9                                      | 10                                     |                                        |
| -------------------------------------- | -------------------------------------- | -------------------------------------- | -------------------------------------- | -------------------------------------- | -------------------------------------- | -------------------------------------- | -------------------------------------- | -------------------------------------- | -------------------------------------- | -------------------------------------- | -------------------------------------- |
| Positie:                               | 9                                      | 5                                      | 6                                      | 8                                      | 10                                     | 13                                     | 18                                     | 25                                     | 30                                     | 40                                     | uit                                    |

### NederlandseSingle Top 100
| Hitnotering: 24-12-2011 t/m 24-03-2012 | Hitnotering: 24-12-2011 t/m 24-03-2012 | Hitnotering: 24-12-2011 t/m 24-03-2012 | Hitnotering: 24-12-2011 t/m 24-03-2012 | Hitnotering: 24-12-2011 t/m 24-03-2012 | Hitnotering: 24-12-2011 t/m 24-03-2012 | Hitnotering: 24-12-2011 t/m 24-03-2012 | Hitnotering: 24-12-2011 t/m 24-03-2012 | Hitnotering: 24-12-2011 t/m 24-03-2012 | Hitnotering: 24-12-2011 t/m 24-03-2012 | Hitnotering: 24-12-2011 t/m 24-03-2012 | Hitnotering: 24-12-2011 t/m 24-03-2012 | Hitnotering: 24-12-2011 t/m 24-03-2012 | Hitnotering: 24-12-2011 t/m 24-03-2012 | Hitnotering: 24-12-2011 t/m 24-03-2012 | Hitnotering: 24-12-2011 t/m 24-03-2012 |
| Week:                                  | 1                                      | 2                                      | 3                                      | 4                                      | 5                                      | 6                                      | 7                                      | 8                                      | 9                                      | 10                                     | 11                                     | 12                                     | 13                                     | 14                                     |                                        |
| -------------------------------------- | -------------------------------------- | -------------------------------------- | -------------------------------------- | -------------------------------------- | -------------------------------------- | -------------------------------------- | -------------------------------------- | -------------------------------------- | -------------------------------------- | -------------------------------------- | -------------------------------------- | -------------------------------------- | -------------------------------------- | -------------------------------------- | -------------------------------------- |
| Positie:                               | 3                                      | 9                                      | 10                                     | 12                                     | 9                                      | 18                                     | 23                                     | 37                                     | 53                                     | 59                                     | 49                                     | 60                                     | 73                                     | 96                                     | uit                                    |